# Not Your Business E.P.
Not Your Business E.P. – minialbum niemieckiego zespołu digital hardcore Atari Teenage Riot, wydany w 1996 roku przez Digital Hardcore Recordings. W całości został wyprodukowany przez lidera zespołu Aleca Empire'a. Tytułowy utwór promuje album The Future of War i pojawił się wcześniej na minialbumie Kids Are United E.P..

## Lista utworów
1. "Not Your Business"
2. "Atari Teenage Riot"
3. "Into the Death"
4. "Raverbashing"
5. "Midijunkies"